# John Neagle

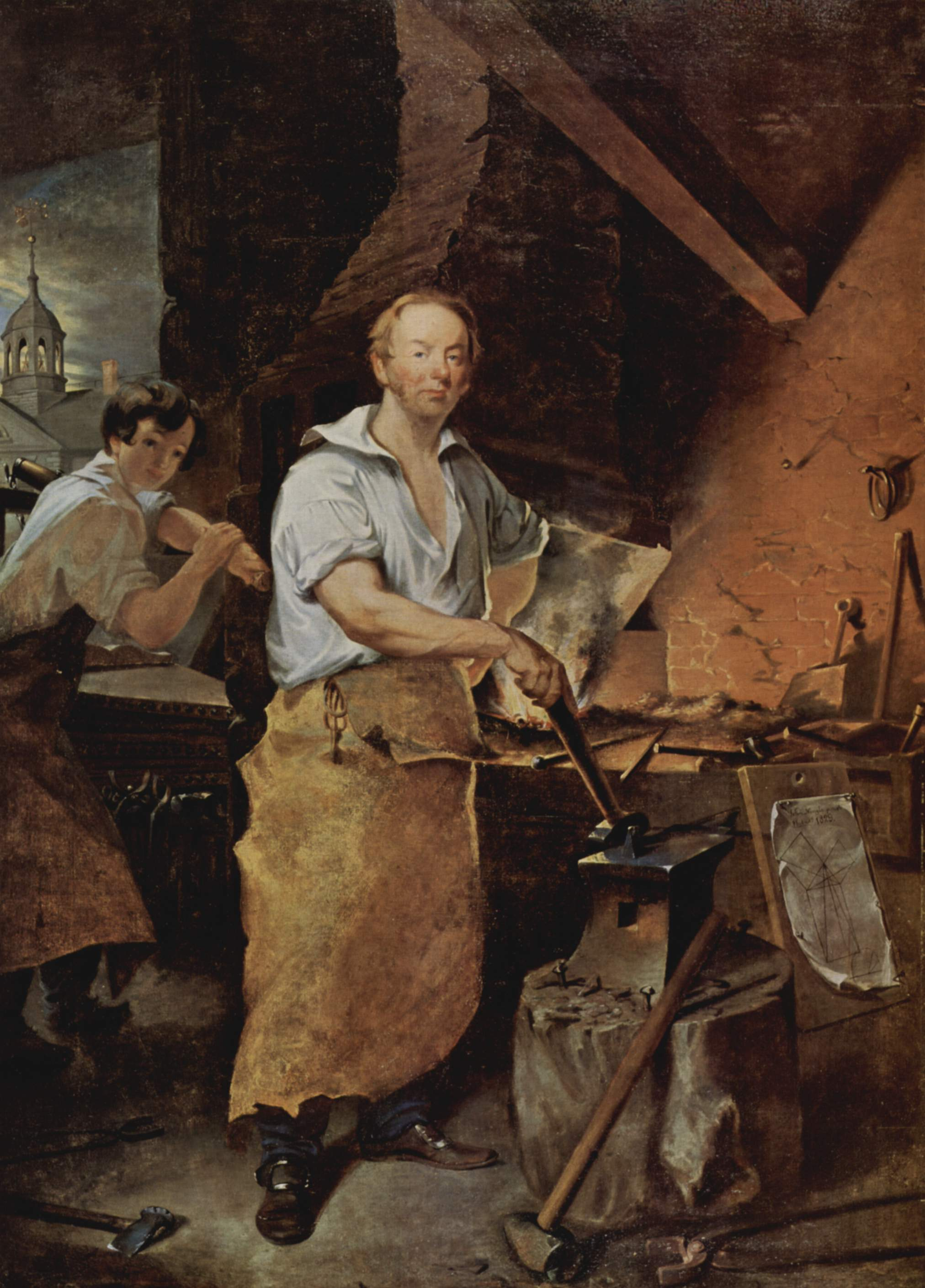
Pat Lyon at the Forge, 1825/26

John Neagle (* 4. November 1796 in Boston; † 17. September 1865 in Philadelphia) war ein US-amerikanischer Porträtmaler des frühen 19. Jahrhunderts. Während seines Lebens war er nach seinem Lehrer Thomas Sully der bekannteste Porträtmaler Philadelphias, wobei beide den britisch beeinflussten Stil von Sir Thomas Lawrence fortführten.

## Biographie
John Neagle wurde in Boston als Sohn des irischen Einwanderers Maurive Neagle und dessen Frau Susannah, geborene Tayler, geboren. Sein Vater starb bereits 1800 und John Neagle wuchs bei seinem Stiefvater Lawrence Ennis in Philadelphia auf, wo er durch seinen Freund Edward F. Peticolas und später durch den Zeichner Pietro Ancora auch seine früheste Ausbildung in der Malerei erhielt. Er arbeitete im Laden seines Stiefvaters, bis er etwa 15 Jahre alt war. Um 1813 traf Neagle auf den Schilder- und Wappenzeichner Thomas Wilson, der ihn mit dem Maler Bass Otis bekannt machte. Neagle arbeitete mit Otis und lernte bei ihm die Porträtmalerei, um 1815 begann er mit kleineren Ölstudien, die er für etwa 5 Dollar pro Stück verkaufen konnte. Otis stellte ihm Thomas Sully vor, der der bekannteste Maler Philadelphias zu dieser Zeit war.

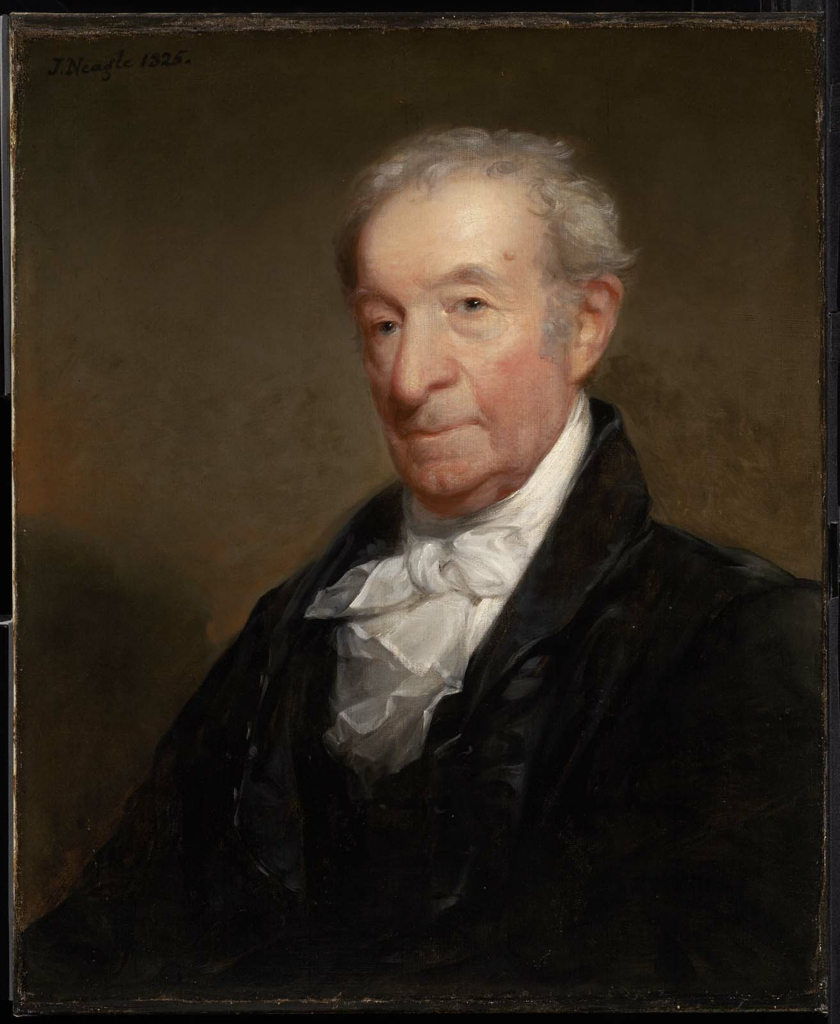
Gilbert Stuart, 1822

Im Jahr 1818 ließ sich Neagle als Porträtmaler in Philadelphia nieder. Später reiste er für kurze Besuche nach Lexington, wo er die Arbeiten von Matthew Harris Jouett kennenlernte und durch die hohe Qualität frustriert wurde, sowie nach New Orleans. Ab 1821 stellte Neagle regelmäßig seine Bilder an der Pennsylvania Academy of the Fine Arts aus. Ab etwa 1824 wurde Sully zu seinem Lehrer und im Juli 1825 reiste er gemeinsam mit dem Graveur James Barton Longacre nach Boston und besuchte den damals sehr bekannten Porträtmaler Gilbert Stuart, der Kritik an Neagles Porträtstil äußerte und diesen mit seinem eigenen Stil nachhaltig prägte. Im Herbst des Jahres erhielt Neagle den Auftrag für eines seiner bekanntesten Gemälde mit dem Titel Pat Lyon at the Forge. Für seine Zeit war dieses Gemälde außergewöhnlich, da die dargestellte Person in einer Schmiede bei der Arbeit gezeigt wurde.
1826 erhielt Neagle den Auftrag für eine Serie von Schauspielerporträts. Die Personen sollten in Kostümen gemalt werden, die Bilder sollten dann als Vorlagen für Stiche dienen, die auf die Frontseiten mehrerer Geschichten mit dem Titel Acting American Theatre dienen sollten. Nachdem Neagle die ersten acht Porträts zur Zufriedenheit der Auftraggeber gemalt hatte, sollte er weitere Bilder in New York City malen. Am 28. Mai 1826 heiratete Neagle Mary Chester Sully, die Nichte und Stieftochter seines Mentors Thomas Sully. Während der darauffolgenden Hochzeitsreise in New York malte Neagle 24 Porträts in New York, von denen 16 gestochen wurden. 1827 stellte er die fertiggestellte Arbeit Pat Lyon at the Forge erstmals in der National Academy of Design aus, worauf er zum assoziierten Mitglied (ANA) gewählt wurde. 1829 malte er zudem eine weitere Version dieses Bildes, das bis heute als sein bekanntestes Gemälde gilt; im Jahr zuvor hatte man ihn auch zum Ehrenmitglied (Honorary NA) der Academy gewählt.

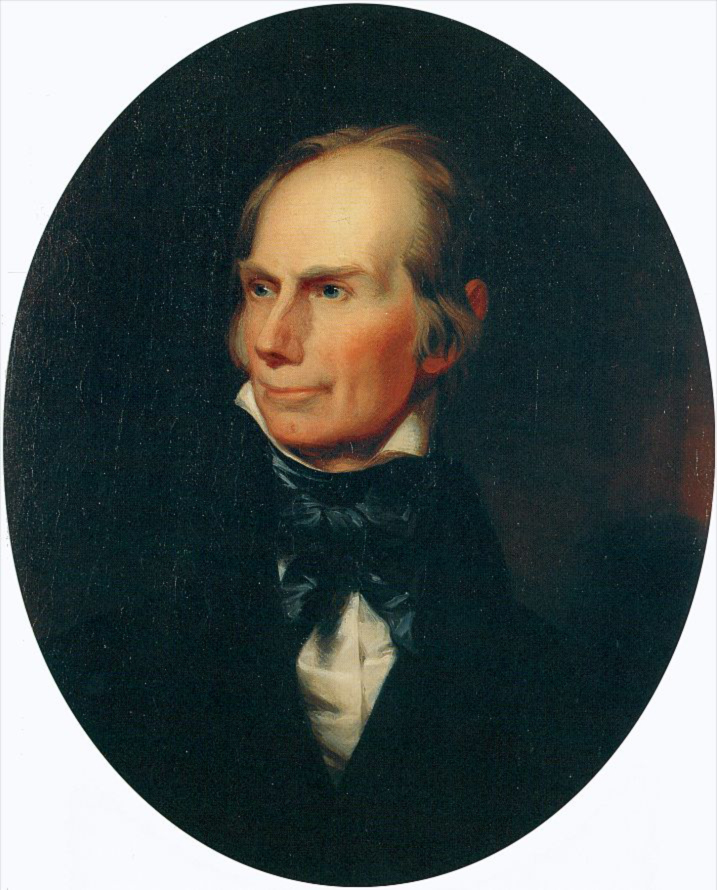
Henry Clay

John Neagle und Thomas Sully dominierten in den folgenden Jahren als bekannteste Porträtmaler den Porträtmarkt in Philadelphia und sprachen ihre Preise miteinander ab. Neagle malte lokale Ärzte, Rechtsanwälte, Politiker und Kaufleute und 1833 beendete er mit dem Porträt Dr. William Potts Dewees sein als technisch meistgelobtes Gemälde. Im Jahr 1834 bewarb er sich erfolgreich als Zeichenlehrer an der Militärakademie in West Point. Von 1835 bis 1843 war Neagle der erste Präsident der Artists’ Fund Society of Philadelphia, zu deren Gründungsmitgliedern er gehörte. Von 1830 bis 1831 war er zudem Direktor der Pennsylvania Academy of the Fine Arts.
1842 beauftragte ihn eine Gruppe von prominenten Bürgern Philadelphias, den Präsidentschaftskandidaten Henry Clay zu porträtieren. Das Gemälde wurde zu politischen Symbol des Politikers und dem Germantown Clay Club um 1844. Neagle besuchte Clay 1843 in Lexington und malte dort weitere Porträts prominenter Gäste.
Das Porträt Clays war Neagles letztes großes Gemälde und 1845 zog er sich nach dem Tod seiner Frau aus dem öffentlichen Leben zurück. Er malte weitere Porträts bis 1850, sein Stil wurde jedoch fahriger und die Bilder waren entsprechend wenig aufsehenerregend. Um 1853 erlitt Neagle eine Lähmung, die seine Malerei beeinflusste. Er starb 1865, ein großer Anteil seines schriftlichen Nachlasses wird heute von der American Philosophical Society verwaltet.

## Bildauswahl

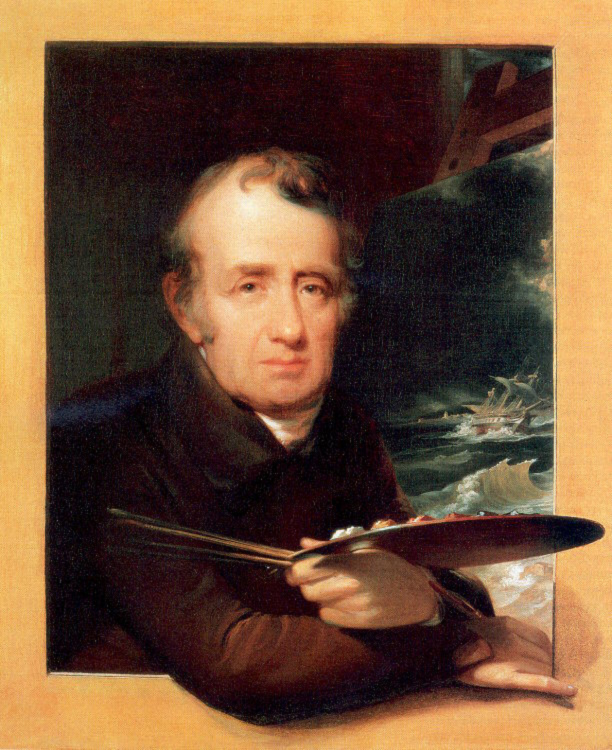
The Studious Artist, Porträt von Thomas Birch
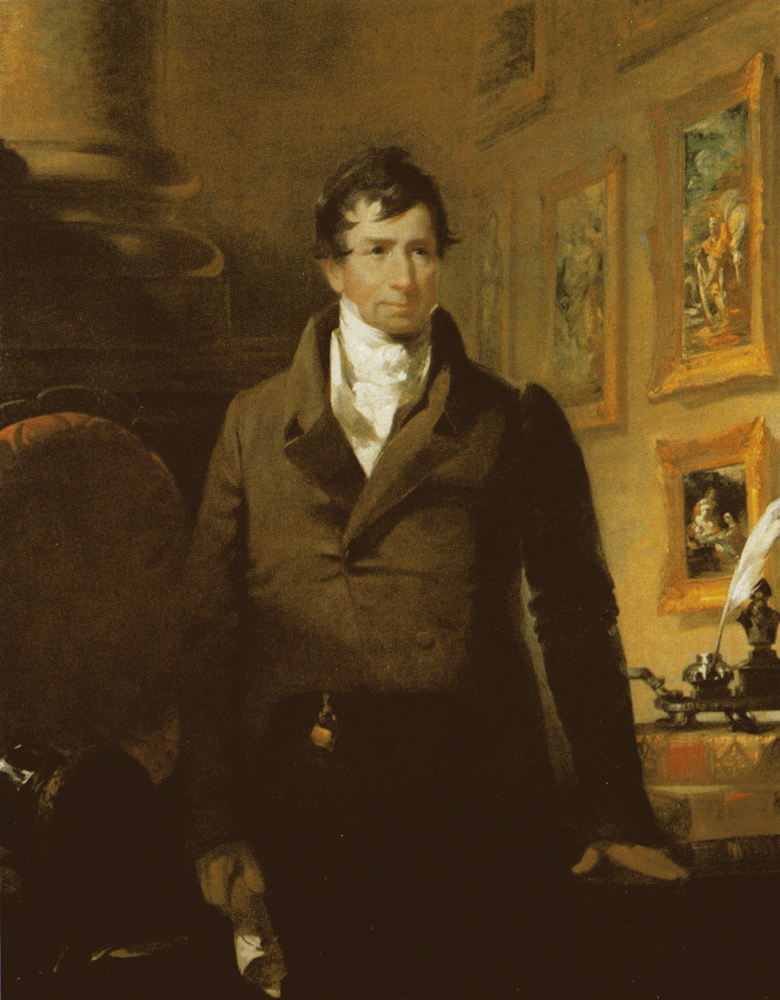
Dr. William Potts Dewees
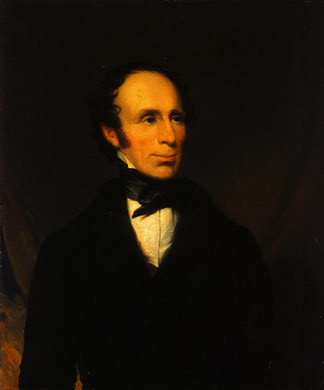
George Dodd
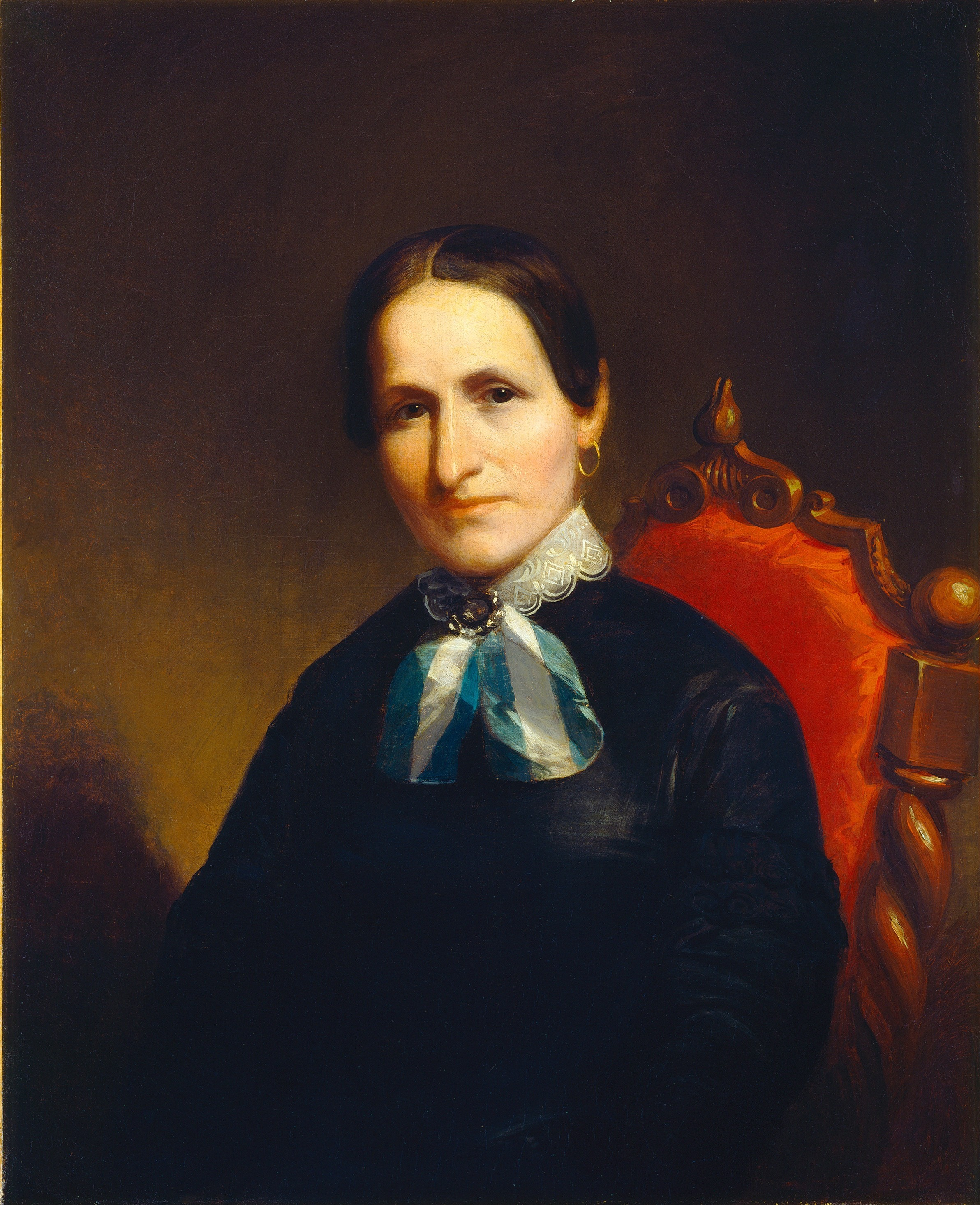
Julia Dodd (Mrs. George Dodd)
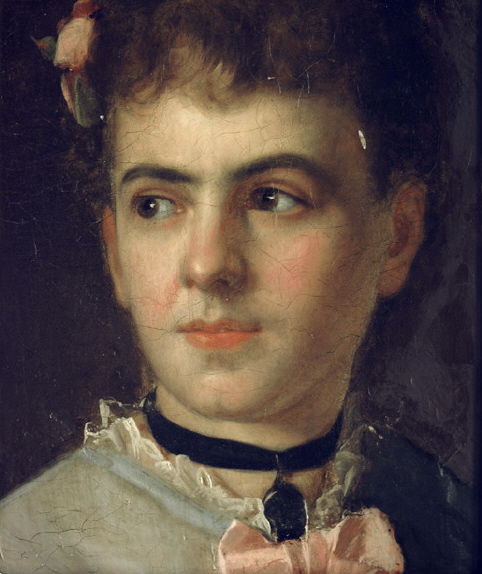
Mrs. O'Leary – Portrait of Opera Singer
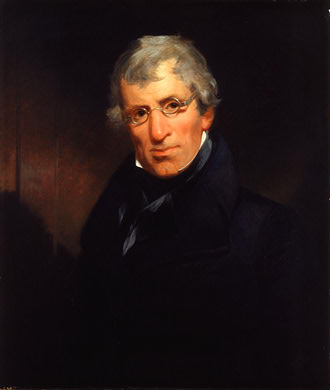
Thomas W. Dyott
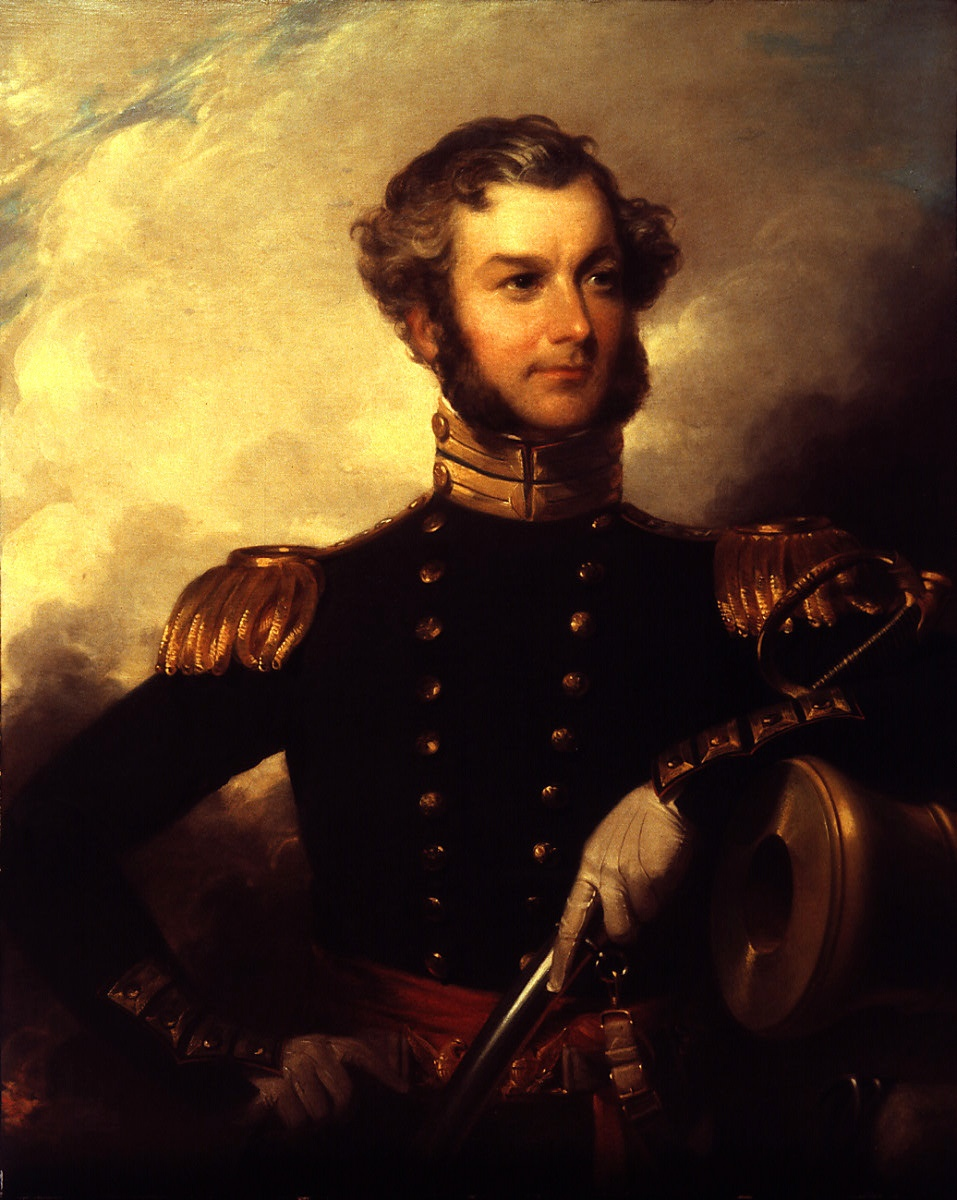
Colonel Augustus James Pleasonton
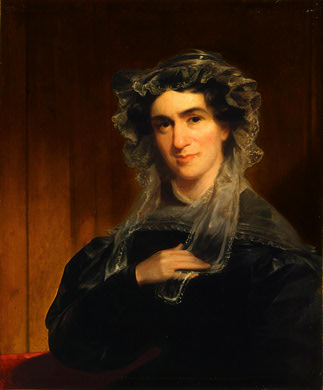
Amy Taylor Dickson (Mrs. John Dickson)